# Cyril Baille
Cyril Baille (Francia, 15 de septiembre de 1993) es un jugador profesional francés de rugby que se desempeña en la posición de pilar izquierdo en Stade Toulousain, equipo perteneciente al Top 14.

## Carrera
Baille es un jugador de formación francesa (JIFF). En 2003 comenzó su carrera deportiva con el equipo Cercle Amical Lannemezanais, en el cual jugó seis temporadas (2003-2009), después pasó a Stade Toulousain, donde lleva jugando quince temporadas.